# 937 Bethgea
937 Bethgea este un asteroid din centura principală, descoperit pe 12 septembrie 1920, de Karl Reinmuth.